# روجر دبليو. تيتوس
روجر دبليو. تيتوس (بالإنجليزية: Roger W. Titus)‏ هو قاضي ومحامي أمريكي، ولد في 1941 في واشنطن العاصمة في الولايات المتحدة، وتوفي في 3 مارس 2019.